# Phil Lester
Philip Michael "Phil" Lester, né le 30 janvier 1987 à Rawtenstall, est un YouTuber britannique, vidéoblogueur et une personnalité de la radio de Rawtenstall dans le Lancashire. Il est connu pour sa chaîne YouTube AmazingPhil. Il présentait avec Dan Howell l'émission radio de divertissement Dan and Phil le dimanche soir sur BBC Radio 1 de janvier 2013 à août 2016.

## Vie personnelle
Phil Lester est né et a grandi à Rawtenstall, Rossendale dans le Lancashire, en Angleterre. Il a un frère nommé Martyn. Phil et Martyn allaient à Bacup et Rawtenstall Grammar School. Il a obtenu une licence d'anglais en 2008 and un master de montage du film en 2009 de l'Université d'York.
Depuis 2011, il vit avec Dan Howell, confrère Youtubeur, ainsi que co-présentateur à la BBC Radio 1. Ils ont déménagé à Londres en juillet 2012. En avril 2017, ils annoncent un nouveau déménagement: ils changent uniquement d'appartement, pas de ville.
Il fait son coming out dans une vidéo le 30 juin 2019, où il s'identifie comme gay,.

## Carrière

### YouTube
Phil Lester est un Youtuber. Il débuta sur cette plateforme le 26 mars 2006 avec une vidéo intitulée " Phil's First Video Blog- 27th March 2006" qui a à ce jour 1,3 million de vues, ce qui fait de lui l'un des premiers YouTubers étant toujours en activité à l'heure actuelle. Il a depuis publié plus de 200 vidéos et a à ce jour 4,2 millions abonnés.
Il rencontra Dan Howell (Daniel Howell) en personne à Manchester le 19 octobre 2009. Il publia alors une vidéo nommée " Phil Is Not On Fire", qui fut le point de départ de leur amitié complice puis carrière commune sur la plateforme YouTube. La vidéos annuelles "Phil Is Not On Fire" sont les plus populaires de sa chaîne, avec plus ou moins 9 millions de vues par vidéos.
Phil Lester est aussi connu pour sa chaîne secondaire LessAmazingPhil, qui compte plus de 1 million d'abonnées.
Le 12 septembre 2014, Phil Lester et Dan Howell inaugurent leur nouvelle chaîne Youtube commune: DanandPhilGAMES, se spécialisant dans le jeu vidéo. Cette chaîne se développe rapidement, elle atteint le million d'abonnés le 8 mars 2015 et en décembre 2016, elle se place à la 99e place du classement des 100 chaînes axées sur les jeux vidéo les plus vues au monde. Elle compte, en avril 2017, 2,8 millions abonnés et 340 millions vues.
Phil Lester et Dan Howell ont une autre chaîne Youtube commune: DanAndPhilCrafts. Lancée le 1er avril 2015, la chaîne n'est utilisée qu'en cette date, jour des Poissons d'Avril. Le principe même de la chaîne est une blague, ils y postent uniquement une fois par an une vidéo, qui se démarque par sa pauvre production et par le caractère pesant et maladroit de celle ci. Leur première vidéo, "DanAndPhilCRAFTS - Squareflakes" donna naissance à la phase "Don't Cry, Craft" qui par la suite est devenue un meme, étant largement reprise sur les réseaux sociaux. DanAndPhilCrafts compte 840 000 abonnés et 6,8 millions vues.

### TV et films
En 2007, Lester était un concurrent dans la tour finale du Weakest Link. En 2008, il a joué Tim dans le film Faintheart and dans une publicité de Confused.com. Il avait 27,000 d'abonnés.
De 2014 à 2016, Phil Lester et Dan Howell ont présenté la diffusion en direct sur Youtube des Brits Awards, et ont fait des vidéos dans les coulisses pour la chaîne de l'évènement.
En 2015, Phil Lester et Dan Howell participa au doublage de la version britannique du film d'animation Les Nouveaux Héros en tant que "Technicien 2". En 2016, c'est dans la série télévisée de Disney nommée La Garde Du Roi Lion qu'il prête sa voix au personnage de "Majinuni"avec Dan Howell.

### Radio
En janvier 2013, Phil Lester et Dan Howell sont devenus les présentateurs d'une émission de divertissement passant le dimanche soir sur la BBC Radio 1 : Dan and Phil. Ils avaient auparavant déjà occasionnellement travaillé avec la radio, réalisant des vidéos pour la chaîne Youtube de la station, notamment pour le Edinburgh Festival Fringe en 2011, ainsi que deux broadcasts spéciaux pour Noël, en 2012 et 2013. L’émission Dan and Phil était agencée dans l'optique de favoriser l’interactivité avec le public, en comportant des clips musicaux amateurs filmés par les auditeurs, des défis relevés à l'antenne par les présentateurs et des demandes de chansons.
Phil Lester et Dan Howell ont présenté une diffusion en direct destinée à Internet dans les coulisses des Teen Awards en 2013 et 2014, en tant que représentants de la BBC Radio 1.
En août 2014, la fin de Dan and Phil fut annoncée. L'émission change de jour, passant alors au lundi soir, se voit renommée The Internet Takeover et il est annoncé que plusieurs autres Youtubeurs populaires partageront l'antenne avec Phil Lester et Dan Howell, ces deux derniers ne présentant plus que le premier lundi du mois. L'émission prit fin en avril 2016.

### Les jeux
Phil Lester et Dan Howell sont les créateurs d'une application mobile: The 7 Seconds Challenge!. Elle fut créée en août 2015 en collaboration avec le studio de jeu mobile Mind Candy. Le principe du jeu vient d'une vidéo Youtube dans laquelle Phil Lester invente un jeu dans lequel le joueur dispose de 7 secondes pour effectuer une tâche que lui impose son adversaire. L'application est disponible sur l'App Store et sur Google Play
En 2017, Phil Lester et Dan Howell crée un jeu de société appelé "Truth Bombs.

### The Amazing Book Is NotOn FireetThe Amazing Tour Is Not On Fire
Annoncé en mars 2015,, The Amazing Book Is Not On Fire (TABINOF) est sorti le 8 octobre 2015, publié par Ebury Press/Random House. Le livre se plaça à la seconde place des ventes au Royaume-Uni deux semaines après sa sortie, mais également à la première place du classement des best-seller dans la catégorie "jeune adulte" du New York Times. Dan Howell déclare que ce qui l'a inspiré à écrire ce livre, c'est "vouloir célébrer nos vidéos Youtube, nos aventures et la communauté que nous avons formé avec notre public".
Dans une vidéo annonçant leur livre, une tournée accompagnatrice fut également révélée: The Amazing Tour Is Not On Fire (TATINOF). Elle prit place au Royaume-Uni d'octobre à novembre 2016, puis s'est exportée aux États-Unis d'avril 2016 à juin 2016. La tournée est également passée par l'Australie en août 2016 et quelques pays du nord de l'Europe au début 2017.

### Création originale Youtube Red etDan and Phil Go Outside
En juin 2014, il fut annoncé que The Amazing Tour Is Not On Fire allait sortir en tant que film original Youtube Red, la plateforme payante de Youtube. Un documentaire sur les coulisses des aventures de Phil Lester et Dan Howell sur la route fut également annoncé.
Un deuxième livre fut publié le 3 novembre 2016: Dan and Phil Go Outside. Le livre accompagne la tournée, comportant des images personnelles du duo ainsi que des anecdotes de tournée.

### Interactive Introverts
Phil Lester et Dan Howell ont fait une tournée mondiale, commencées le 28 avril 2018, pour leur show appelé Interactive Introverts dont ils étaient les protagonistes.